# Martin Wolf
 (juin 2017).
Si vous disposez d'ouvrages ou d'articles de référence ou si vous connaissez des sites web de qualité traitant du thème abordé ici, merci de compléter l'article en donnant les références utiles à sa vérifiabilité et en les liant à la section « Notes et références ».
Pour les articles homonymes, voir Wolf.
Martin Wolf, né en 1946, est un journaliste économique britannique. Il est rédacteur associé et commentateur économique en chef au Financial Times. Il écrit également une chronique tous les mardis dans le journal Le Monde. Il a été fait commandeur de l'ordre de l'Empire britannique en 2000.  

## Biographie
Martin Wolf est né à Londres en 1946.  Son père Edmund est un auteur dramaturge juif autrichien qui quitte Vienne pour l'Angleterre avant la seconde guerre mondiale.
À Londres, Edmund rencontre la mère de Wolf, une juive néerlandaise qui a perdu presque 30 proches dans l'Holocauste.
Après l'obtention d'un master en économie de l'université d'Oxford en 1971, il entre à la Banque mondiale qu'il quitte en 1981 pour devenir directeur des études au Trade Policy Research Centre de Londres. Il rejoint le Financial Times en 1987 et y devient rédacteur associé en 1990 et commentateur économique en chef en 1996.
Il gagne le prix du journalisme financier de la Wincott Foundation en 1989 et 1997. Il remporte également le RTZ David Watt memorial prize en 1994. Il est visiteur au Nuffield College de l'université d'Oxford, professeur spécial de l'université de Nottingham et membre honoraire de l'Oxford Institute for Economic Policy.
Il participe à la réunion du groupe Bilderberg de 2016. Il est marié à l'économiste et pair à vie Alison Wolf.